# Campionato sudamericano femminile di pallacanestro 1970
Il 13º Campionato dell'America Meridionale Femminile di Pallacanestro (noto anche come FIBA South American Championship for Women 1970) si è svolto dal 22 settembre al 3 ottobre 1970 a Guayaquil, in Ecuador. Il torneo è stato vinto dalla nazionale brasiliana.

## Squadre partecipanti
- Argentina
- Brasile
- Cile
- Colombia
- Ecuador
- Paraguay
- Perù
- Venezuela

## Classifica finale
| Pos | Squadra   | V-P |
| --- | --------- | --- |
|     | Brasile   | 7-0 |
|     | Argentina | 5-2 |
|     | Ecuador   | 4-3 |
| 4   | Cile      | 4-3 |
| 5   | Paraguay  | 4-3 |
| 6   | Perù      | 3-4 |
| 7   | Colombia  | 1-6 |
| 8   | Venezuela | 0-7 |